# Valdesandinas
Valdesandinas es una localidad española perteneciente al municipio de Villazala, en la provincia de León, comunidad autónoma de Castilla y León. Se encuentra en el Páramo Leonés, a orillas del río Órbigo y es la mayor concentración de población del término municipal de Villazala. Las principales actividades económicas son la ganadería y, sobre todo, el cultivo de remolacha, maíz y trigo.
Celebra las fiestas de Nuestra Señora de la Asunción los días 15 y 16 de agosto, y las del Bendito Cristo del Amparo los días 14 y 15 de septiembre.

## Geografía

### Ubicación
| Noroeste: Oteruelo de la Vega | Norte: Villazala | Noreste: Villazala               |
| Oeste: Vecilla de la Vega     |                  | Este: Santa María del Páramo     |
| Suroeste Alcaidón de la Vega  | Dehesa de Hinojo | Sureste: Valdefuentes del Páramo |

## Demografía
| Gráfica de evolución demográfica de Valdesandinas entre 2000 y 2022 |
|                                                                     |
| Población de derecho (2000-2022) según el padrón municipal del INE  |